# Hachimycyna
Hachimycyna (łac. hachimycinum) – wielofunkcyjny organiczny związek chemiczny, lek przeciwgrzybiczy, antybiotyk otrzymany ze szczepu Streptomyces hachijoensis.
Hachimycyna jest mieszaniną dwóch związków chemicznych A i B różniących się jedynie usytuowaniem pojedynczej grupy hydroksylowej.

## Historia
Hachimycyna została wyizolowana ze szczepu Streptomyces hachijoensis przez japońskiego mikrobiologa doktora Seigo Hosoyę na Uniwersytecie Tokijskim w 1952 roku.

## Mechanizm działania
Hachimycyna u Candida albicans nieodwracalnie hamuje deaminooksydację aminokwasów prawdopodobnie poprzez układ enzymatyczny flawiny prowadząc do zahamowania procesów oddychania wewnątrzkomórkowego i w efekcie końcowym do apoptozy.

## Zastosowanie
Hachimycyna jest stosowana w następujących wskazaniach:
- zapalenie pochwy rzęsistkiem pochwowym oraz Candida albicans,
- zakażenie układu moczowego Candida albicans, Candida pseudotropicalis oraz Candida parakrusei,
- ropne grzybicze zapalenie rogówki.

## Działania niepożądane
Hachimycyna może powodować w rzadkich przypadkach ból brzucha oraz biegunkę o niewielkim nasileniu.